# Каччанига, Антонио
Анто́нио Каччани́га (итал. Antonio Caccianiga; 1823, Тревизо — 1903) — итальянский писатель.
Издавал в Милане скоро ставший популярным юмористический листок «Lo Spiritto Folleto»; после подавления восстания 1848 удалился на время в Париж; позже был членом итальянского парламента. Его важнейшие труды, истинно народные по замыслу и исполнению: «Il proscritto» (1853, 1870) — прекрасная картина французской жизни; «Bozzetti morali ed economici» (1869); «Il dolce far niente» (Мил., 1869) — картины венецианской жизни XIX века, «Le cronache del villagio» (там же, 1872); «Il Вассіо della cont. Savina» (1875; русский перевод); «La famiglia Bonifazio»; «Almanacco d’un eremita» (1870—1874).